# Denise René
Pour les articles homonymes, voir Bleibtreu et René.
Denise René, de son vrai nom Denise Bleibtreu, née le 26 juin 1913 à Paris où elle est morte le 9 juillet 2012, est une galeriste parisienne. Elle a fait connaître Victor Vasarely et soutenu de nombreux artistes pionniers de l'abstraction géométrique et de l'art cinétique.

## Biographie
Née en 1913, Denise Bleibtreu est la fille des six enfants d'un industriel soyeux lyonnais passionné d'art (expositions, collections). Durant l'entre-deux-guerres, cet industriel invite à plusieurs reprises dans une maison familiale à Asnières-sur-Seine des aristes dont il possède des tableaux, comme Auguste Herbin. En 1939, il installe Denise Bleibtreu avec sa sœur Lucienne dans un atelier de mode  rue La Boétie.
En juillet 1944, après la guerre, elle transforme l'atelier de mode en galerie d'art et l'inaugure avec des dessins et des compositions graphiques de l'artiste hongrois Victor Vasarely, rencontré durant la guerre et qui est son amant. Là se côtoient des artistes d'avant-garde, ceux du Café de Flore qu'elle fréquente tels qu'André Breton, Paul Eluard, Hans Arp, Alberto Magnelli, Denise Bellon, Sophie Taeuber-Arp, Auguste Herbin, Jean Dewasne et Vasarely bien sûr, ou encore les Danois  Robert Jacobsen et Richard Mortensen (qui partage sa vie pendant quelque temps). Ses expositions marquent par leur orientation vers l'abstraction géométrique dès 1946.
Prenant conscience de l'importance des présentations muséales pour la carrière et la visibilité des artistes, Denise René organise des expositions itinérantes, comme « Klar Form » (à Copenhague, Helsinki, Stockholm, Oslo, Liège,, 1951). Elle présente les œuvres des avant-gardes d'Europe de l'Est et de jeunes artistes latino-américains (Jesús-Rafael Soto, Carlos Cruz-Diez, Julio Le Parc). En 1955, l'exposition « Le Mouvement », réalisée avec Pontus Hulten, marque la naissance de l'art cinétique. En 1957, c'est la première rétrospective en France de l'œuvre de Piet Mondrian qui se tient dans sa galerie.
En 1960, elle signe le Manifeste des 121, titré « Déclaration sur le droit à l’insoumission dans la guerre d'Algérie ».
Forte de son succès, elle ouvre une deuxième galerie à Paris, Denise René-Rive Gauche, 196 boulevard Saint-Germain (juin 1966), puis une autre en Allemagne avec Hans Mayer (1967), ainsi qu'un espace à New York (1971-1981) avec en exposition inaugurale des œuvres d'Yaacov Agam. En octobre 1991, une nouvelle galerie parisienne Denise René est inaugurée 22 rue Charlot, dans le quartier du Marais.
En 2001, le musée national d’art moderne-Centre Georges-Pompidou rend hommage à cette pionnière et militante de l'art à travers l'exposition « Denise René, l'intrépide. Une galerie dans l'aventure de l'art abstrait, 1944-1978 ».
Elle meurt le 9 juillet 2012, à Paris, à l'âge de 99 ans.

### Décoration
- Officier de la Légion d'honneur[8]

## Histoire de la galerie
Galerie pionnière, connue depuis sa création pour l’extrême cohérence de ses choix esthétiques, la galerie Denise René est inséparable de l’histoire de l’art moderne,. Elle a révélé et assuré une reconnaissance internationale aux courants de l’abstraction géométrique et du cinétisme — rebaptisé op art aux États-Unis.
La galerie ouvre en novembre 1944 au 124, rue La Boétie à Paris, après la Libération de Paris, avec la première exposition personnelle de Victor Vasarely. La galerie montre à côté des grandes signatures de l’art moderne et des surréalistes (Max Ernst, Picabia, Toyen, Ubac) une nouvelle génération d’artistes engagés dans la modernité : dès 1946, elle pose les fondements de sa politique artistique avec « Peintures abstraites », en montrant Deyrolle, Jean Dewasne, Marie Raymond, Hans Hartung et Schneider, puis Atlan, Domela, Serge Poliakoff, Auguste Herbin et Beothy qui marquent son engagement dans la voie de l'abstraction.
L’orientation définitive est donnée en 1948 : l’exposition « Tendances de l'art abstrait » avec Jean Arp, Max Bill, Alexander Calder, Robert et Sonia Delaunay, Gilioli, Gorin, Robert Jacobsen, Vassily Kandinsky, Antoine Pevsner, František Kupka, Piet Mondrian, Alberto Magnelli et les artistes du « groupe Denise René » autour de Vasarely, affirme le choix d’une tendance « construite » de l'art abstrait qui définit désormais l'identité de la galerie.
Le succès de « Klar Form » qui présente l’avant-garde de l’abstraction dans toute la Scandinavie en 1951, préfigure l’ouverture aux milieux artistiques internationaux qui deviendra l’une des caractéristiques majeures de la galerie.
D’emblée, elle consacre une place importante à la sculpture, avec Julio González, Calder, Arp, Brancusi, Jacobsen, Gilioli, Schöffer, et s’intéresse à des supports, tapisseries ou sérigraphies, autorisant une diffusion plus large que les originaux uniques.
La galerie marque l’histoire de l’art moderne en 1955, avec l’exposition « Le Mouvement »,, considérée comme « la seconde révolution de la deuxième moitié du XXe siècle, exactement comme le cubisme fut celle de la première moitié. » Une nouvelle génération d’artistes, Agam, Soto, Pol Bury, Tinguely ou Jacobsen, y rencontre Duchamp, Calder ou Vasarely, à l’origine du Manifeste jaune qui marque l’acte officiel de naissance du cinétisme, cette « nouvelle beauté mouvante et émouvante » qui renoue avec une tendance artistique née des travaux de Naum Gabo, Pevsner, Moholy-Nagy.
Devenue une référence de l’abstraction géométrique, la galerie poursuit un travail de redécouverte et de promotion des différentes formes d’expression de cette tendance, en assurant à la fois :
- la transmission de l’héritage historique, qu’elle contribue à faire connaître : Arp et Sophie Taeuber-Arp en 1950, Josef Albers, Le Corbusier en 1952, Malevitch, Kassak et les « Précurseurs de l’art abstrait en Pologne », sans oublier Mondrian, dont elle organise en 1957 la première exposition personnelle en France ;
- l’émergence de nouvelles générations d’artistes illustrant la vitalité internationale de cette tendance de l’art abstrait, que la galerie attire de l’Europe à l’Amérique latine : Carlos Cruz-Diez, Julio Le Parc, Claisse, Aurélie Nemours, Tomasello, M. Boto, Vardanega, Picelj, Gerstner, Equipo 57.

À partir des années 1960, tout en approfondissant le lien avec les grands anciens de l’abstraction (Sonia Delaunay, Marcelle Cahn, Max Bill) la galerie conforte son assise et son ancrage international :
- dans les grandes manifestations internationales (Biennales de Venise et de Sao Paulo, « Dokumenta » de Cassel), par l’ouverture de nouvelles galeries à l’étranger (Krefeld, Düsseldorf, New York) et l’extension outre-Atlantique (exposition « The Responsive Eye » au MoMA, 1964) ;
- en renouvelant un engagement artistique au service de la société, que traduisent les interventions artistiques des membres du Groupe de recherche d'art visuel, ou la volonté de démocratisation culturelle qui amène la galerie à développer une politique d’édition d’œuvres originales multiples (graphiques et multiples tri-dimensionnels numérotés et signés) pour la diffusion desquelles elle ouvre en 1966 à Paris un nouvel espace Rive Gauche[2] et accueille des artistes comme Marc-Antoine de Dampierre[17].

Le premier choc pétrolier du milieu des années 1970 va contraindre la galerie à recentrer ses activités à Paris pour surmonter la crise et de poursuivre son aventure.
L’ouverture en 1991, sous l’impulsion de Denis Kilian, d’un nouvel espace aménagé par l’architecte Dominique Perrault, dans le quartier du Marais, donne un nouvel élan à la galerie qui collabore avec de nouveaux artistes issus de plusieurs continents : Gun Gordillo, Fraek, Jeltov, W. Leblanc, Luque, Naraha, Perez-Flores, Haruhiko Sunagawa, Anne Blanchet.
Depuis la disparition de Denise René en 2012, la galerie poursuit l'œuvre de la fondatrice pour promouvoir la création contemporaine  en montrant la relation entre l’héritage de l’abstraction constructive et du cinétisme et les productions d’artistes émergents qui, comme Elias Crespin, Pe Lang, Vincent Leroy, Zimoun, Santiago Torres ou le collectif LAb[au], conçoivent leur travail dans la continuité d’une ligne esthétique qui a fait le renom de la galerie.

### Filmographie
- Denise René, documentaire de Camille Guichard avec la participation d'Anne Tronche, 52 min, une production Terra Luna Films, France 5, Centre Georges Pompidou